# Leo Pinto
Leo Hillary Knowles Pinto, född 11 april 1914 i Nairobi, död 10 augusti 2010 i Mumbai, var en indisk landhockeyspelare.
Pinto blev olympisk guldmedaljör i landhockey vid sommarspelen 1948 i London.